# Lex Gabinia
Lex Gabinia ou Lei Gabínia, de 67 a.C., foi uma lei romana que concedeu ao general Pompeu poderes proconsulares extraordinários em todas as províncias romanas num território até 50 milhas romanas do mar Mediterrâneo. Ela foi proposta pelo tribuno da plebe Aulo Gabínio e ficou conhecida também como "Lex de uno imperatore contra praedones instituendo" ou "Lex de piratis persequendis". O Senado temia conceder grandes poderes a um homem só temendo o surgimento de um outro ditador que tomasse o poder como Sula havia feito quinze anos antes. Os tribunos, porém, conseguiram passar a lei na Assembleia da plebe para que ele pudesse lutar contra os piratas cilícios.

## Consequências
Depois da aprovação da lei, Pompeu assumiu o comando de um grande exército e uma grande frota para enfrentar os crescentes problemas provocados pelos piratas cilicianos ao comércio mediterrâneo. Apiano, em sua "História Romana", estimou a força pompeiana em 270 navios de guerra, 120 000 infantes e 4 000 cavaleiros. Outros autores estimaram a força em 500 navios, o mesmo número de infantes e cerca de 5 000 cavaleiros. Com um mandato de três anos para resolver o problema, Pompeu conseguiu derrotar os piratas em apenas três meses. 
Como a maior parte do território romano estava contido nesta faixa de 50 milhas, a lei Gabínia deu a Pompeu, que tinha apenas 39 anos de idade, poder sobre quase todas as províncias romanas. O resultado foi uma disputa, em 67 a.C., com o procônsul Quinto Cecílio Metelo Crético, quando os cretenses tentaram obter melhores termos de Pompeu do que haviam conseguido negociar com Cecílio Metelo, o encarregado de pacificar Creta.

## Importância
Apesar de, teoricamente, responder para o povo romano, era raro que a plebe romana passasse leis tão frontalmente contrárias ao desejo dos senadores. 
As leis impostas por Sula durante sua ditadura tinham como objetivo reforçar o Senado contra o crescente poder dos tribunos da plebe e, especialmente, da Assembleia da plebe. A aprovação da Lex Gabinia, seguida pela Lex Manilia, provou que a constituição pretendida por Sula, projetada para impedir que alguém conseguisse poderes ilimitados, não estava funcionando. Na realidade, ela produziu homens que queriam copiar o exemplo de Sula e não seus desejos. A aprovação da Lex Gabinia foi um evento chave no colapso do Senado como centro do poder em Roma, cada vez mais incapaz de impedir a concentração de poder nas mãos de tribunos populares (como Clódio Pulcro) ou de generais vitoriosos (como Júlio César), fatores preponderantes no colapso da República Romana.